# Patia orise
Patia orise es una especie de mariposa, de la familia de las piérides, que fue descrita originalmente con el nombre de Leptalis orise, por Boisduval, en 1836, a partir de ejemplares procedentes de Guayana Francesa.

## Distribución
Patia orise está distribuida en la región Neotropical.